# Lomelosia

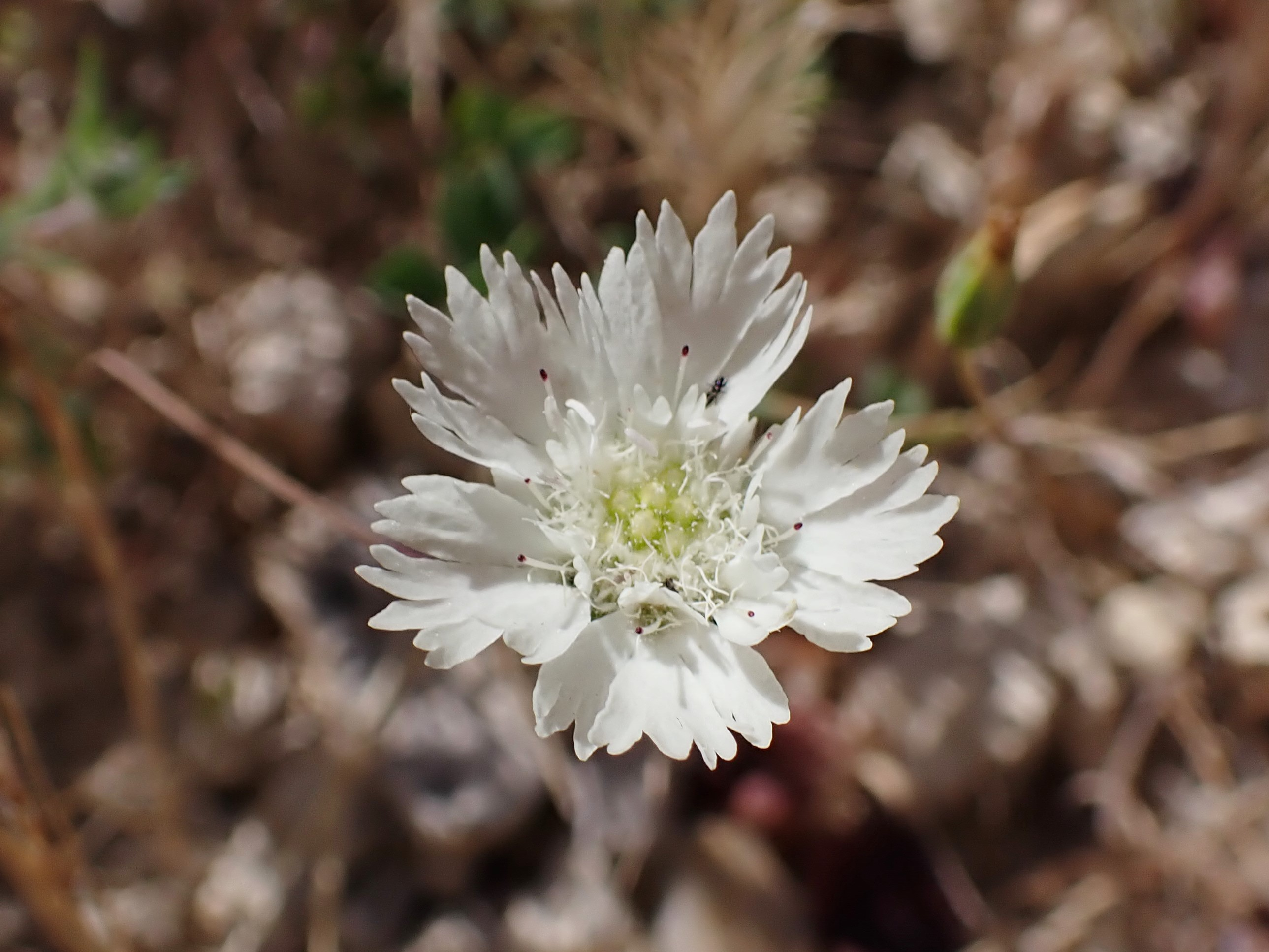
Lomelosia palaestina

Lomelosia – rodzaj roślin z rodziny przewiertniowatych Caprifoliaceae (w niektórych ujęciach w wyodrębnianej rodzinie szczeciowatych Dipsacaceae i czasem też łączony z rodzajem driakiew Scabiosa). Należą do niego 63 gatunki. Występują one w obszarze śródziemnomorskim i zachodniej Azji sięgając na wschodzie po Syberię, Sinciang i Pakistan, z centrum zróżnicowania we wschodniej części basenu Morza Śródziemnego i na Bliskim Wschodzie. Rośliny te rosną na stepach, na terenach pustynnych i skalistych, na obszarach górskich sięgając do 2500 m n.p.m.

## Morfologia

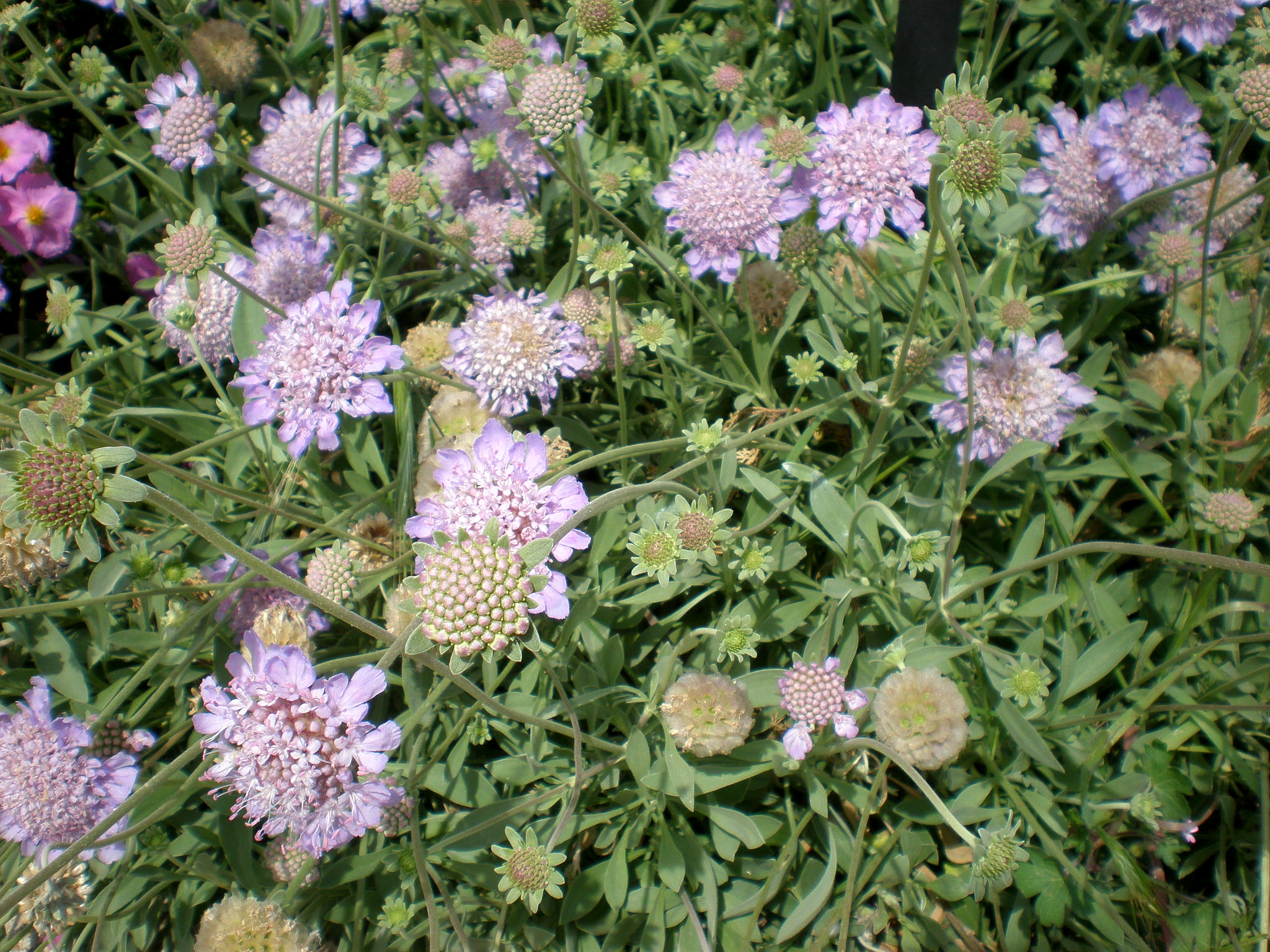
Lomelosia cretica

PokrójRośliny zielne, jednoroczne i byliny, w tym drugim przypadku często z drewniejącymi nasadami pędów.
LiścieUlistnienie nakrzyżległe. Dolne liście w rozetach przyziemnych zwykle całobrzegie, górne liście pierzasto wcinane, z odcinkami zwykle równowąskimi.
KwiatyZebrane w kulistawe lub spłaszczone główki. Korony kwiatów białe, kremowe, jasnożółte, niebieskie lub różowe. Kwiaty wsparte są okazałym kieliszkiem, w czasie owocowania powiększającym się i tworzącym papierzasty rąbek, poniżej z 8 głębokimi zagłębieniami w rurce owłosionej lub nagiej. Kielich u dołu zrośnięty, w górze zwieńczony 5 sztywnymi i szorstkimi szczecinkami, tylko u L. stellata odpadającymi, a u L. brachiata szczecinek jest 8–10.

## Systematyka
W tradycyjnych ujęciach rodzaj wyodrębniany zwykle w rodzinie szczeciowatych Dipsacaceae. Rodzina ta jednak od systemu APG II z 2003 włączana jest w randze podrodziny Dipsacoideae Eaton do rodziny przewiertniowatych Caprifoliaceae (opcjonalnie, a od systemu APG III z 2009 już definitywnie).
W szerokim ujęciu rodzaju driakiew Scabiosa, do niego włączane są zaliczane tu gatunki i stąd polskie nazwy zwyczajowe określają gatunki z tego rodzaju mianem driakwi. Ze względu na różnice w budowie i relacje filogenetyczne współcześnie raczej rodzaje te są rozdzielane, a nawet zaliczane do odrębnych plemion (Lomelosieae V. Mayer & Ehrend., 2013 i Succiseae V. Mayer & Ehrend. 2013).
Wykaz gatunków
- Lomelosia albocincta (Greuter) Greuter & Burdet
- Lomelosia alpestris (Kar. & Kir.) Soják
- Lomelosia argentea (L.) Greuter & Burdet
- Lomelosia aucheri (Boiss.) Greuter & Burdet
- Lomelosia austroaltaica (Bobrov) Soják
- Lomelosia balianii (Diratz.) Greuter & Burdet
- Lomelosia bicolor (Kotschy ex Boiss.) Greuter & Burdet
- Lomelosia brachiata (Sm.) Greuter & Burdet
- Lomelosia brachycarpa (Boiss. & Hohen.) Soják
- Lomelosia calocephala (Boiss.) Greuter & Burdet
- Lomelosia camelorum (Coss. & Durieu) Greuter & Burdet
- Lomelosia candollei (Wall. ex DC.) Soják
- Lomelosia caucasica (M.Bieb.) Greuter & Burdet – driakiew kaukaska
- Lomelosia cosmoides (Boiss.) Greuter & Burdet
- Lomelosia crenata (Cirillo) Greuter & Burdet
- Lomelosia cretica (L.) Greuter & Burdet
- Lomelosia cyprica (Post) Greuter & Burdet
- Lomelosia deserticola (Rech.f.) P.Caputo & Del Guacchio
- Lomelosia divaricata (Jacq.) Greuter & Burdet
- Lomelosia epirota (Halácsy & Bald.) Greuter & Burdet
- Lomelosia esfandiarii (Jamzad) Ranjbar & Z.Ranjbar
- Lomelosia flavida (Boiss. & Hausskn.) Soják
- Lomelosia graminifolia (L.) Greuter & Burdet – driakiew trawolistna
- Lomelosia gumbetica (Boiss.) Soják
- Lomelosia hispidula (Boiss.) Greuter & Burdet – driakiew szczecinkowata
- Lomelosia hololeuca (Bornm.) Greuter & Burdet
- Lomelosia hymettia (Boiss. & Spruner) Greuter & Burdet
- Lomelosia isetensis (L.) Soják
- Lomelosia kurdica (Post) Greuter & Burdet
- Lomelosia leucactis (Patzak) Soják
- Lomelosia lycia (Stapf) Greuter & Burdet
- Lomelosia macrochaete (Boiss. & Hausskn.) Soják
- Lomelosia micrantha (Desf.) Greuter & Burdet
- Lomelosia minoana (P.H.Davis) Greuter & Burdet
- Lomelosia oberti-manettii (Pamp.) Greuter & Burdet
- Lomelosia olgae (Albov) Soják – driakiew Olgi
- Lomelosia olivieri (Coult.) Greuter & Burdet
- Lomelosia palaestina (L.) Raf.
- Lomelosia paucidentata (Hub.-Mor.) Greuter & Burdet
- Lomelosia persica (Boiss.) Greuter & Burdet
- Lomelosia poecilocarpa (Rech.f.) P.Caputo & Del Guacchio
- Lomelosia polykratis (Rech.f.) Greuter & Burdet
- Lomelosia porphyroneura (Blakelock) Greuter & Burdet
- Lomelosia prolifera (L.) Greuter & Burdet
- Lomelosia pseudisetensis (Lacaita) Pignatti & Guarino
- Lomelosia pseudograminifolia (Hub.-Mor.) Greuter & Burdet
- Lomelosia pulsatilloides (Boiss.) Greuter & Burdet
- Lomelosia reuteriana (Boiss.) Greuter & Burdet
- Lomelosia rhodantha (Kar. & Kir.) Soják
- Lomelosia rhodopensis (Stoj. & Stef.) Greuter & Burdet
- Lomelosia roberti (Barratte) Greuter & Burdet
- Lomelosia rotata (M.Bieb.) Greuter & Burdet
- Lomelosia rufescens (Freyn & Sint.) Greuter & Burdet
- Lomelosia schimperiana (Boiss. & Buhse) P.Caputo & Del Guacchio
- Lomelosia simplex (Desf.) Raf.
- Lomelosia songarica (Schrenk) Soják
- Lomelosia speciosa (Royle) Soják
- Lomelosia sphaciotica (Roem. & Schult.) Greuter & Burdet
- Lomelosia stellata (L.) Raf. – driakiew gwiaździsta
- Lomelosia sulphurea (Boiss. & A.Huet) Greuter & Burdet
- Lomelosia transcaspica (Rech.f.) P.Caputo & Del Guacchio
- Lomelosia ulugbekii (Zakirov) Soják
- Lomelosia variifolia (Boiss.) Greuter & Burdet